# Jack Arkinstall
Jack Arkinstall, né le 8 novembre 1925 est décédé le 23 mai 2000, est un joueur de tennis australien.

## Carrière
1/8 de finale à l'Open d'Australie en 1953.
1/8 de finale au tournoi de Wimbledon en 1953.